# Peso casado

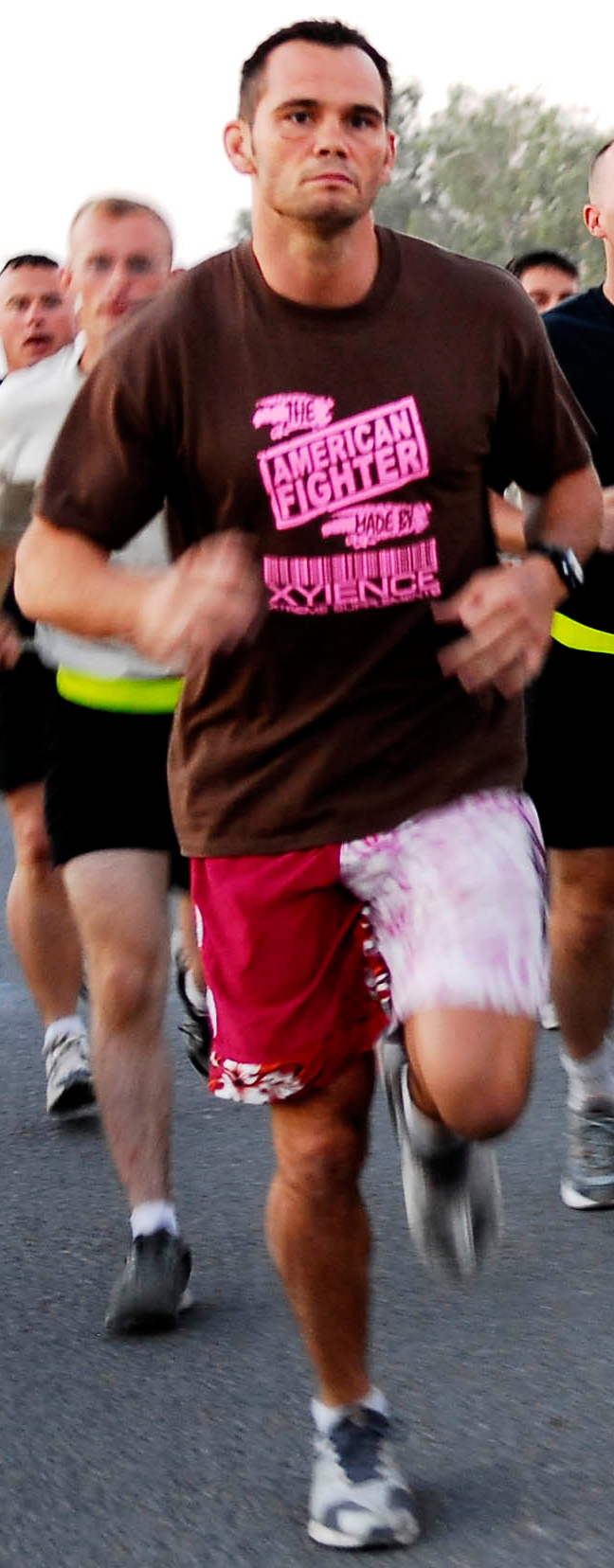
Rich Franklin e Wanderlei Silva lutaram em peso combinado no UFC 99.

Peso casado (em inglês: catch weight) é uma divisão de pesos nas artes marciais mistas de categoria intermediária. Geralmente, quando dois lutadores de pesos diferentes no limite de sua categoria resolvem lutar, a luta é classificada como catch weight. O peso varia de acordo com a categoria dos lutadores.
Além do MMA, essa é uma pratica muito comum do boxe.